# Igreja Matriz de São Jorge (Lomba da Pedreira)
A Igreja Matriz de São Jorge é um templo cristão português localizado na freguesia de Nordeste, no concelho do Nordeste, na ilha de São Miguel, nos Açores.
Este templo tem uma data de construção original que recua ao século XVI, sendo no entanto na altura de pequena dimensão. O atual templo recua aos finais do século XVIII, facto afirmado pela data que é possível ler por se encontrar gravada numa pedra sobre a porta principal: "M. S. George 1796".
O templo atual não corresponde exactamente ao templo original que datava do início do povoamento do concelho, no século XVI. Esse facto deve-se aos tremores de terra que ao longo dos séculos foram causando estragos no edifício o que levou a sucessivos restauros e consequentes alterações da estrutura existente.
Em 1552 aconteceu o sismo  que eventualmente maiores estragos causou e este templo uma vez que o mesmo teve de ser reconstruído quase integralmente. Essa reconstrução aconteceu a expensas dos paroquianos
Esta igreja é dividida por três naves, correspondo a cada uma, uma porta de acesso ao templo. Estas portas encontram-se encimadas por uma janela. 
O frontispício foi dotado como forma de arremato com insígnias do santo padroeiro, São Jorge, exibindo assim uma lança, elmo, espada e escudo.